# Иоанн (Николов)
Епископ Иоанн (болг. Епископ Йоан, в миру Крыстю Петров Николов, болг. Кръстю Петров Николов; 24 июня 1925, Варна — 11 ноября 2005, София) — епископ Болгарской православной церкви, викарный епископ Драговитийский, игумен Рыльского монастыря.

## Биография
Родился 24 июня 1925 года в Варне. Учился в немецком училище в родном городе.
В 1939—1945 годы обучался в духовной семинарии.
24 марта 1945 года, будучи в последнем классе семинарии, в Сливенском кафедральном соборе святого Димитрия был пострижен в монашество митрополитом Сливенским Евлогием. Находился под духовным руководством иеромонаха Серафима (Алексиева).
Вскоре после пострига был зачислен в братию Рыльского монастыря.
С осени 1945 года — студент Богословского факультета Софийского университета.
Во время обучения на богословском факультете, 16 февраля 1946 года был рукоположён в сан иеродиакона в Рыльском монастыре епископом Знепольским Флавианом. Служил праздничным диаконом в столичном храме святой Параскевы.
После завершения высшего образования, служил бухгалтером в Рыльском монастыре.
Там же 17 февраля 1951 года был рукоположён во иеромонаха митрополитом Ловечским Филаретом.
С 1 марта 1952 года служил протосингелом Ловчанской митрополии.
19 августа 1953 года на праздник Преображения Господня был возведён в сан архимандрита.
С 1 января 1956 года по 31 октября 1968 года — протосингел Софийской митрополии.
В 1965 году был наблюдателем от Болгарской Православной Церкви на II Ватиканском Соборе Римо-католической церкви. В течение многих лет был участником православно-римокатолическиого диалога. Исполнял и много других внешнецерковных миссий.
С 1 ноября 1968 года до 31 октября 1970 года — игумен Рыльского монастыря, который в то время формально числился музеем.
1 июля 1969 года в Рыльском монастыре был хиротонисан во епископа Драговитийского, во время торжеств по случаю 500-летия возвращения мощей святого Иоанна Рыльского из Тырнова в Рыльский монастырь.
20 апреля 1970 года был назначен вторым патриаршим викарием.
С 1974 по 1979 год — ректор духовной академии святого Климента Охридского в Софии.
В 1980—1983 годы — викарий митрополита Великотырновского Стефана.
В 1983—1988 годы — председатель церковного настоятельства патриаршего Софийского Александро-Невского собора.
С 1 июля 1988 года — вновь игумен Рыльского монастыря. В его игуменство постановлением Совета министров Болгарии от 29 апреля 1991 года был восстановлен монастырский статус Рыльской обители, которая до того имела официальный статус музея.
В 1992—1993 годы, после отпадения митрополита Неврокопского Пимена в раскол, был администратором Неврокопской епархии.
Приложил большие усилия для возвращения в собственность монастыря земель, гор, зданий и пр. Несмотря на его слабое здоровье, Священный Синод Болгарской Церкви не освободил его от должности игумена, рассчитывая на его опыт и усердие в восстановлении собственности крупнейшего болгарского монастыря.
11 ноября 2005 года утром был найден в своей келии лежащим без сознания после тяжёлого инсульта. Был доставлен в окружную больницу в Благоевграде, а оттуда — в правительственную больницу Лозенец, где скончался, не приходя в сознание, рано утром 13 ноября 2005 года в возрасте 80 лет.